# Charles E. Nowell
Charles E. Nowell (1904-1984) fue un historiador estadounidense.
Fue autor de obras como A History of Portugal (D. Van Nostrand Company, 1952), The Great Discoveries and the First Colonial Empires (Cornell University Press, 1954) o Magellan's Voyage around the World: Three Contemporary Accounts (Northwestern University Press, 1962), sobre Fernando de Magallanes, entre otras.